# Polymeal-Diät
Die Polymeal-Diät ist ein Ernährungskonzept, das von Wissenschaftlern der Erasmus-Universität Rotterdam im Jahr 2004 entwickelt wurde und eine gewisse Ähnlichkeit mit den Ernährungsempfehlungen der so genannten Mittelmeer-Diät hat. Die Ernährung nach Polymeal-Plan soll den Blutdruck senken und Herzerkrankungen vorbeugen sowie die Lebenserwartung um mehrere Jahre steigern können.
Ein Polymeal besteht aus dem täglichen Verzehr von
- 150 ml Rotwein (32 %) – 170 kcal
- 100 g Bitterschokolade min. 70 % Kakaoanteil (21 %) – 590 kcal
- 400 g Obst und Gemüse (21 %) – 140–250 kcal
- 2,7 g  Knoblauch (25 %) – 4 kcal
- 68 g Mandeln (12,5 %) – 475 kcal
- sowie viermal wöchentlich 114 Gramm Fisch, besser Salzwasserfisch (14 %) – 220 kcal

(In Klammern steht, um wie viel Prozent das Risiko für Herz-Kreislauf-Erkrankungen sinkt).
Ein Polymeal hat pro Tag ca. 1600 kcal, 65 g Kohlenhydrate/6 BE, 110 g Fett und 50 g Eiweiß.
Wer sich an die Ernährungshinweise hält, soll sein Risiko, an einer kardiovaskulären Erkrankung zu erkranken, um 76 Prozent senken können. Diese Angabe gilt aber nur für die genaue Befolgung des Diätplans. Werden einzelne Bestandteile weggelassen oder nicht täglich gegessen, reduziert sich der Effekt nach Angaben der Wissenschaftler teilweise deutlich, am stärksten bei Verzicht auf den Rotwein, nämlich auf 65 Prozent.
Polymeal gilt als Alternative zu der so genannten Polypill, einem Medikament aus sechs verschiedenen Arzneistoffen, die von englischen Medizinern zur Verhütung von Herzinfarkten entwickelt wurde. Sie soll das Risiko eines Herzinfarkts oder eines Schlaganfalls nach dem 55. Lebensjahr um 80 Prozent senken. Sie kann jedoch Nebenwirkungen haben.
Die Zusammensetzung des Polymeal basiert auf der Analyse wissenschaftlicher Literatur der Ernährungsforschung und mathematischen Modellen, beruht also nicht auf eigenen empirischen Studien. Zugrunde gelegt wurden vor allem Erkenntnisse der Framingham-Herz-Studie.
Die mögliche Wirkung der Polymeal-Diät auf die Lebenserwartung haben Forscher statistisch anhand von Lebenserwartungstabellen und Ergebnissen früherer Studien berechnet. Männer könnten demnach ihre allgemeine Lebenserwartung um 6,6 Jahre, Frauen um 4,8 Jahre erhöhen. Diese Berechnungen gelten aber nur für Nichtraucher.

## Bewertung
- Die Polymeal-Empfehlungen basieren auf theoretischen Annahmen, nicht auf einer kontrollierten Studie. Die Aussagen zur Prophylaxe von Krankheiten und zur Lebenserwartung sind lediglich Prognosen, deren Verifizierung aussteht.
- Sowohl Rotwein als auch Kakao enthalten Flavonoide. Studienergebnisse belegen einen reduzierenden Einfluss dieser Substanzen auf das Risiko für Herz-Kreislauf-Erkrankungen. Der Kakaoanteil bei Schokolade muss jedoch mindestens 70 Prozent betragen.[3]
- Bei Befolgung der Ernährungsempfehlungen ist eine kontinuierliche Gewichtszunahme zu erwarten, sofern dadurch der tatsächliche Energiebedarf des Körpers überschritten wird. 100 Gramm Schokolade täglich entsprechen einer Tafel. 100 Gramm Bitterschokolade haben rund 590 Kilokalorien und enthalten etwa 50 Gramm Fett.[3]
- Sowohl Rotwein als auch Schokolade können bei entsprechender Neigung Verstopfung begünstigen.